# Raymond Vouel
Jean Baptiste Raymond Vouel (* 8. April 1923 in Rümelingen; † 12. Februar 1987) war ein luxemburgischer Politiker der Luxemburger Sozialistischen Arbeiterpartei.
1942 erlangte er das Diplom an der Handels- und Industrieschule in Esch. Vouel machte eine Ausbildung zum Volkswirt und betätigte sich später u. a. als Redaktor des „Journal d'Esch“. Ab 1963 gehörte er dem Gemeinderat von Esch an.
Er war vom 15. Juli 1964 bis zum 6. Februar 1968 Staatssekretär der Regierung Werner-Cravatte, zuständig für Gesundheit, Arbeit, Sozialversicherung und Bergbau. Am 15. Juni 1974 wurde er Vize-Regierungschef der DP-LSAP-Regierung von Gaston Thorn. Am 19. Juli 1976 wurde er von Luxemburg in die Europäische Kommission designiert und von Präsident Roy Jenkins zum Kommissar für Wettbewerb ernannt. Dieses Amt besetzte er von 1977 bis 1981.